# Ligação carbono–flúor

As cargas parciais na ligação polarizada carbonu–flúor

A ligação carbono–flúor é a ligação entre carbono e flúor que é um componente de todos os compostos organofluorados. É uma das mais fortes ligações em química orgânica—e relativamente curta—devido a seu caráter parcialmente iônico. O vínculo também fortalece e abrevia como mais átomos de flúor são adicionados ao mesmo carbono em um composto químico. Como tal, fluoroalcanos como tetrafluorometano (tetrafluoreto de carbono) são alguns dos mais estáveis compostos orgânicos.